# Offensiva dei cento giorni
L'offensiva dei cento giorni fu l'offensiva finale della prima guerra mondiale condotta dagli Alleati contro le forze degli Imperi Centrali stanziate lungo il fronte occidentale. In francese viene talvolta chiamata Les cent jours du Canada ("i cento giorni del Canada"), per sottolineare l'importante ruolo che ebbero le forze canadesi sotto il comando della 1ª Armata britannica.
Condotta dall'8 agosto 1918 all'11 novembre 1918, l'offensiva ebbe un ruolo determinante nell'accelerare il cedimento militare delle forze tedesche, preludio all'armistizio e alla fine della Grande Guerra.

## Antefatti
L'operazione Friedensturm (assalto della pace) del luglio 1918 fu l'ultima delle offensive di primavera con le quali lo Stato Maggiore tedesco sperava di ottenere una vittoria decisiva sull'Intesa. I tedeschi avevano ottenuto qualche vantaggio territoriale sulla Marna, ma non erano riusciti a sfondare. Quando l'offensiva si arrestò, il maresciallo di Francia Ferdinand Foch ordinò una controffensiva, in seguito alla quale i tedeschi furono costretti ad abbandonare posizioni per loro indifendibili e a ritornare sulle posizioni di partenza. Le offensive di primavera avevano lasciato l'esercito tedesco estremamente indebolito sia in termini di uomini sia di materiali. Agli inizi di agosto la gran parte delle divisioni schierate sul fronte occidentale era solo parzialmente idonea al combattimento.
Foch era del parere che fosse giunta l'ora che gli alleati riprendessero l'iniziativa. Il contingente statunitense era finalmente presente in forze in Francia, rafforzando l'esercito francese. Il comandante in capo dell'AEF, John Pershing, intendeva ritagliare per le proprie forze un ruolo indipendente. Nello stesso tempo il contingente britannico era stato rafforzato dall'arrivo di truppe reduci dalle campagne del Medio Oriente e dal fronte italiano.
Foch approvò pertanto il piano di Douglas Haig, comandante delle forze britanniche, che prevedeva un attacco sulla Somme, a est di Amiens. Si trattava di una scelta azzeccata per diverse ragioni: la Piccardia era un territorio idoneo all'impiego di carri armati, e inoltre la zona era presidiata da truppe tedesche inesperte.

## Battaglie

### Amiens
La battaglia di Amiens ebbe inizio l'8 agosto 1918, con un attacco di 10 divisioni alleate (francesi, britanniche, canadesi e australiane) e l'impiego di oltre 500 carri armati. I preparativi dell'offensiva erano stati tenuti nascosti, e per questo i tedeschi vennero colti completamente di sorpresa. Il corpo di spedizione australiano e quello canadese riuscirono a sfondare le linee tedesche, mentre i carri armati attaccavano le posizioni tedesche, seminando panico e confusione. Alla fine della giornata si era creato un varco di 24 chilometri nelle linee tedesche a sud della Somme. Gli alleati avevano catturato 17 000 prigionieri e 330 cannoni. Il totale delle perdite tedesche assommò a 30 000 uomini (tra morti, feriti e prigionieri), a fronte di 6 500 perdite alleate. Erich Ludendorff, di fronte alle dimensioni della sconfitta, parlò del giorno più nero per l'esercito tedesco.
L'avanzata proseguì per tre giorni, ma senza i risultati spettacolari; durante questi tre giorni gli alleati avanzarono di 19 km, molti dei quali il primo giorno, come risultato di un parziale rafforzamento tedesco dell'8 agosto. Il 10 agosto i tedeschi cominciarono a ritirarsi dal saliente che avevano occupato durante l'operazione Michael, per trincerarsi dietro la linea Hindenburg.

### Somme
Il 15 agosto Foch aveva chiesto a Haig di proseguire l'offensiva di Amiens. Ma nel frattempo i tedeschi avevano spostato riserve nella zona, e i progressi delle truppe alleate diventavano sempre più difficoltosi. Haig quindi rifiutò, e decise di lanciare una nuova offensiva nel settore della Somme, offensiva che incominciò il 21 agosto.

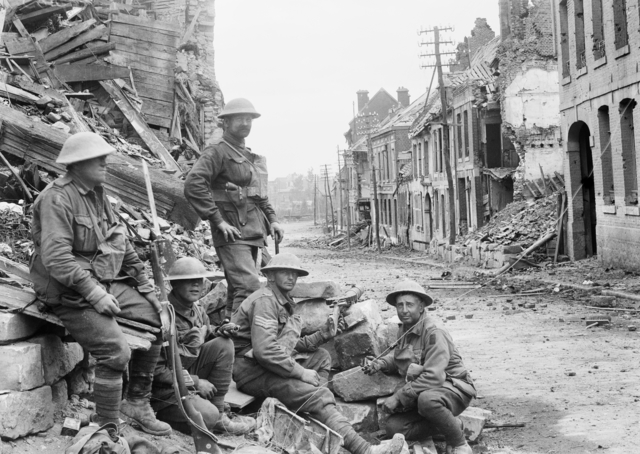
1º settembre 1918, Péronne. Truppe australiane con mitragliatrice durante i combattimenti in città.

L'offensiva, portata avanti dalla terza armata britannica, fu un successo, e spinse indietro i tedeschi di più di 55 chilometri. La città di Albert cadde il 22 agosto, e il 29 agosto i britannici ripresero l'offensiva avanzando di altri 12 chilometri, e conquistando Bapaume il 29 agosto. Quando l'artiglieria pesante venne riportata a ridosso delle nuove linee, la quarta armata britannica lanciò un nuovo attacco, e nella notte del 31 agosto truppe australiane traversarono la Somme, sfondando le linee tedesche a Mont St. Quentin e Péronne.
Il 2 settembre, anche in questo settore del fronte, i tedeschi erano tornati sulle posizioni dalle quali avevano lanciato le loro offensive primaverili.

### Sfondamento della linea Hindenburg
Foch ora pensava a una grande offensiva, una serie di attacchi alle linee tedesche, su diversi assi d'avanzata convergenti su Liegi.
La difesa tedesca era imperniata sulla linea Hindenburg, una linea fortificata che si estendeva da Cerny sull'Aisne sino ad Arras. Prima di affrontarla, vennero ridotti i due salienti a est e ovest di essa: quello di St. Mihiel - con un'offensiva incominciata il 12 settembre, e quello di Épehy, attaccato il 18 dello stesso mese.
Il primo attacco della grande offensiva venne lanciata dal corpo di spedizione americano il 26 settembre nella zona della Mosa-Argonne. Due giorni più tardi ebbe inizio una seconda offensiva a nord, nei pressi di Ypres. Ambedue procedettero speditamente nei primi giorni, ma vennero poi rallentate per motivi logistici, in particolare nel settore affidato agli americani.
Negli stessi giorni truppe canadesi in forze al corpo di spedizione britannico avevano intaccato la linea Hindenburg nelle vicinanze di Cambrai. Quindi il 30 settembre Haig lanciò l'attacco principale alla linea Hindenburg, guidato dalla 27ª e dalla 30ª Divisione di fanteria del corpo di spedizione statunitense, aggregate al corpo di spedizione australiano. Gli americani conquistarono il canale sotterraneo lungo 7 chilometri nei pressi di Bellincourt, ma subirono poi intensi contrattacchi, e dovettero essere soccorsi dagli australiani.
Due giorni più tardi una divisione britannica effettuò con successo un attacco anfibio lungo il canale all'estremità meridionale del canale, per ampliare la breccia. Il 5 ottobre la quarta armata britannica era riuscita a sfondare la linea Hindenburg in tutta la sua profondità
Il collasso delle difese tedesche costrinse l'alto comando ad ammettere che la guerra era perduta. L'evidente crollo del morale tedesco convinse diversi comandanti e leader politici alleati che era possibile terminare la guerra nel 1918, mentre in precedenza tutti gli sforzi erano rivolti a raccogliere le forze per un attacco decisivo previsto per i primi mesi del 1919.

## Ritirata tedesca
In ottobre le forze tedesche furono costrette a cedere parte dei territori occupati nel 1914, ma la ritirata non si trasformò in rotta. Le perdite alleate rimasero molto elevate, e i combattimenti perdurarono sino alle ore 11:00 dell'11 novembre, quando, dopo 51 mesi di combattimenti, finalmente le armi tacquero. In quel momento l'esercito tedesco occupava ancora parte della Champagne e gran parte del Belgio.